# Jodis lactea
Jodis lactea là một loài bướm đêm trong họ Geometridae.